# Manfred Schermutzki
Manfred Horst Schermutzki (geboren 11. September 1933 in Berlin; gestorben 8. Februar 1989 in Hamburg) war ein deutscher Schauspieler, Hörspiel- und Synchronsprecher.

## Leben
Schermutzki, der gebürtig aus Berlin-Neukölln stammte, war überwiegend als Theaterschauspieler in Hamburg tätig. Er spielte unter anderem am Jungen Theater Hamburg, dem späteren Ernst Deutsch Theater, wo er beispielsweise in einer der ersten Inszenierungen von Fritz Hochwälders Heiligem Experiment auftrat. Ebenso gehörte Schermutzki einige Zeit zum Ensemble des Ohnsorg-Theaters.
Im Fernsehen war Schermutzki unter anderem in Georg Tresslers Krimikomödie Keiner erbt für sich allein mit Inge Meysel, Egon Monks Feuchtwanger-Verfilmung Die Geschwister Oppermann sowie Aufzeichnungen aus dem Ohnsorg-Theater wie Cowboys, Quiddjes und Matrosen zu sehen. Daneben übernahm er zahlreiche Gastrollen in Fernsehserien und -reihen wie Tatort, Die Männer vom K3, Großstadtrevier, Schwarz Rot Gold, Im Auftrag von Madame und Die schöne Marianne.
Einem breiten Publikum wurde Schermutzki jedoch durch seine Stimme bekannt. Als Synchronsprecher lieh er diese unter anderem Roger E. Mosley in Mr. Universum und Billy Dee Williams in Die Bombe tickt sowie verschiedenen Gastdarstellern in Serien wie Knight Rider und Magnum. Darüber hinaus war er umfangreich als Hörspielsprecher für verschiedene Labels wie EUROPA, Karussell, Auditon, PEG und Tom & Della tätig. Hier sprach er verschiedentlich auch die Hauptrolle wie den Harpunier „Ned Land“ in Jules Vernes 20.000 Meilen unter dem Meer und die Titelrolle in Old Surehand nach Karl May.
Schermutzki war ab 1962 mit Anneliese Isleib verheiratet. Er starb 1989 im Hamburger Westklinikum. Seine Tochter Claudia Schermutzki arbeitet ebenfalls als Schauspielerin und Synchronsprecherin.

## Filmografie (Auswahl)
- 1962: Das Fernsehgericht tagt (3 Folgen)
- 1969: Die Felsenburg
- 1969: Die Kuba-Krise 1962
- 1970: Keiner erbt für sich allein
- 1970: Claus Graf Stauffenberg
- 1972: Hamburg Transit (Folge Irma 526)
- 1972: Tatort – Rechnen Sie mit dem Schlimmsten
- 1973: Im Auftrag von Madame (Folge Export-Import)
- 1973: Neues vom Kleinstadtbahnhof (Folge Das Suppenhuhn)
- 1973: Zwischen den Flügen (Folge Prüfungen)
- 1974: Tatort – Gift
- 1976: Tatort – … und dann ist Zahltag
- 1976: Vorsicht Falle (Folge Erpressung im Treppenhaus)
- 1977: Neues aus Uhlenbusch (Folge Bierlisa)
- 1978: Vorsicht Falle (Folge Nachwuchsgauner unterwegs)
- 1978: Kläger und Beklagte (Folge Vom Regen in die Traufe)
- 1978: Die schöne Marianne (Folge Der Falschspieler)
- 1978: Cowboys, Quiddjes und Matrosen
- 1979: PS (Folge Feuerreiter 4)
- 1979: Spaß beiseite – Herbert kommt! (Folge Nebenberuf: Lebensretter)
- 1980: Vorsicht Falle (Folge Gauner nutzen die Energiekrise)
- 1980: I. O. B. – Spezialauftrag (Folge Mein Whisky-Dein Whisky)
- 1981: Vorsicht Falle (Folge Reinfall auf der Rampe)
- 1981: Der Fuchs von Övelgönne (Folge Der Pokal geht an Land)
- 1981: Spaß beiseite-Herbert kommt! (Folge Der Baum)
- 1982: Kreisbrandmeister Felix Martin (Folgen Als Fest begann’s und Hochspannung)
- 1982: Schwarz Rot Gold: Kaltes Fleisch
- 1983: Die Geschwister Oppermann
- 1986: Großstadtrevier (Folge Speedy)
- 1988: Die Männer vom K3 (Folge Familienfehde)

## Hörspiele (Auswahl)
- 1973: 20.000 Meilen unter dem Meer (Ned Land), PEG
- 1973: Michel Vaillant: Öl auf der Piste (Steve Warson), Hörzu/Metronome (Unsere Welt)
- 1975: Old Surehand, zwei Folgen (Old Surehand), auditon
- 1975: Der Schatz im Silbersee (Woodward), auditon
- 1975: Die Schatzinsel (Kapitän Smollett), Für Dich
- 1975: Karl May: Halbblut (Kasimir Obadja Timpe, genannt Kas), PEG
- 1975: Ben Hur (Centurio), PEG
- 1975: Die Fahrten des Odysseus (Iphitas), PEG
- 1975: Die Meuterei auf der Bounty (James Morrison), PEG
- 1975: Richard Löwenherz. Der schwarze Ritter (Fitzurse), Tom & Della
- 1975: Oliver Twist (Polizist), Tom & Della
- 1977: Asterix (Folge 5) – Das Geschenk des Cäsars (Keinentschlus), Tom & Della
- 1977: Asterix (Folge 6) – Die große Überfahrt (Erik der Wikinger), Tom & Della
- 1979: Asterix (Folge 7) – Die Trabantenstadt (Duplikatha), Tom & Della
- 1979: Karl May: Der Ölprinz (John Poller), Piccolo
- 1979: Karl May: Winnetou II: Folge 3 – Der alte Scout (Blyth), Piccolo
- 1979: Karl May: Winnetou III: Folge 3 – Die Geier des Llano Estacado (Cäsar), Piccolo
- 1979: Mathias Sandorf (Cap Matifou), Tom & Della
- 1979: Prinz Eisenherz (Folge 3) – Das singende Schwert (Arne), Tom & Della
- 1982: Der schwarze Bumerang (Folge 2) – Freundschaft und Feindschaft in Australien (Franz Pieter Toggen), maritim[5]
- 1982: Edgar Wallace (Folge 7) – Das Gasthaus an der Themse (Schnüffel), maritim
- 1982: Edgar Wallace (Folge 8) – Der unheimliche Mönch, maritim
- 1982: Die Funk-Füchse (1) Der Schatz im Birkenwald (Eugen, der Elegante), Europa
- 1982: Die Funk-Füchse (4) Unternehmen Nachtschatten (Studienrat Dr. Bock), Europa
- 1983: Ludwig Ganghofer: Der Ochsenkrieg (Malimmes), Karussell
- 1983: Ludwig Ganghofer: Schloß Hubertus (Schipper), Karussell
- 1983: Hui Buh, das Schloßgespenst (22) und die Irrlichter im Moor (2. Irrlicht), Europa
- 1983: Flash Gordon (9) Die Bestie im Weltall (Mr. Cruel), Europa
- 1983: Flash Gordon (10) Das Tor des Unheils (2. Soldat), Europa
- 1983: TKKG (22) In den Klauen des Tigers (Wachtmeister), Europa
- 1983: Edgar Wallace (9) Das Verrätertor (Bobby Longfellow, Morsey), Europa
- 1983: Edgar Wallace (10) Das Geheimnis der gelben Narzissen (Hotel-Türsteher), Europa
- 1983: Sherlock Holmes (4) Der Daumen des Ingenieurs/Der geheime Marinevertrag (Victor Hatherley… „Im Daumen des Ingenieurs“), Europa
- 1983: Perry Rhodan (6) Mutanten im Einsatz (Chrekt-Om), Europa
- 1983: Die drei ??? (34) und der rote Pirat (Major Karnes), Europa
- 1983: Larry Brent (1) Irrfahrt der Skelette (Funker), Europa
- 1983: Larry Brent (2) Marotsch, der Vampir-Killer (Karl Mankopf), Europa
- 1983: Larry Brent (3) Die Angst erwacht im Todesschloß (Crawley), Europa
- 1984: Pitje Puck (6) Der Held des Tages (Waldhüter Toni Waldfuchs), Europa
- 1984: Pitje Puck (7) Überlistet den Dieb (Waldhüter Toni Waldfuchs), Europa
- 1984: TKKG (27) Banditen im Palasthotel (Erik Prachold), Europa
- 1984: TKKG (30) Die Mafia kommt zur Geisterstunde (Pölke), Europa
- 1984: TKKG (32) Wilddiebe im Teufelsmoor (Kolja Lohmann), Europa
- 1984: Popeye-Der Spinatmatrose (6) Die Spinat-Kohle/Olivia als Superfrau (Ollie.....„Die Spinat-Kohle“), Europa
- 1984: Perry Rhodan (9) Die Spur durch Zeit und Raum (Zentrale der 1000 Aufgaben), Europa
- 1984: Perry Rhodan (10) Die Geister von Gol (Thort Lesur), Europa
- 1984: Perry Rhodan (11) Planet der sterbenden Sonne (Zentrale der Stardust 2), Europa
- 1984: Larry Brent (13) Der Dämon mit den Totenaugen (2. Baseball-Spieler, 2. Handlanger von M...„Brewster“), Europa
- 1984: Flitze Feuerzahn (5) Ein heißer Wintertag (Polizist Egon), Europa
- 1984: Die Pizza-Bande (1) Kakerlaken im Salat (Kunde), Europa
- 1984: Die Pizza-Bande (4) Tragen Füchse Trainingshosen? (4. Mann auf der Pressekonferenz), Europa
- 1984: Tom & Locke (1) Hundejäger töten leise (Polizist Sievers), Europa
- 1984: Tom & Locke (2) Terror durch den heißen Draht (Polizist), Europa
- 1984: Tom & Locke (5) Flammen um Mitternacht (Avdi Kovac), Europa
- 1984: Tom & Locke (6) Überfall nach Ladenschluß (Sigi Burkart, Kellner)
- 1984: Tim und Struppi (Folge 02) – Das Geheimnis der Einhorn (Bruder Vogel-Faull), Ariola
- 1984: Macabros (8) im Leichenlabyrinth (Hans Leibold), Europa
- 1985: Abenteuer-Serie (7)-Der Zirkus der Abenteuer (Mann vom Zirkus), Europa
- 1985: Abenteuer-Serie (8)-Der Fluß der Abenteuer (Mann im Basar), Europa
- 1985: Lucky Luke, 8 Folgen (William Dalton), RCA
- 1986: Masters of the Universe (Folge 21) – Dämon Modulok (Modulok), Europa
- 1986: Masters of the Universe (Folge 22) – Spydor, die Monsterspinne (Modulok), Europa
- 1986: Masters of the Universe (Folge 23) – Die Zauberrüstung (Modulok), Europa
- 1987: Ein Fall für TKKG (Folge 46) – Hotel in Flammen (Dräger), Europa
- 1987: Playmobil (1) Professor Mobilux und der Überfall (Sonderfolge) als (Zugpassagier, Saloongast und Bewohner von Colorado Springs), Europa
- 1989: Filmation's Ghostbusters (1) Wie wird man Ghostbuster? (Jakes Vater), Europa
- 1989: Filmation's Ghostbusters (2) Rettet die Zukunft! (Jakes Vater), Europa
- 1989: Lady Lockenlicht (2) Der verzauberte Prinz (2. Dorfbewohner), Europa